# Kottayam

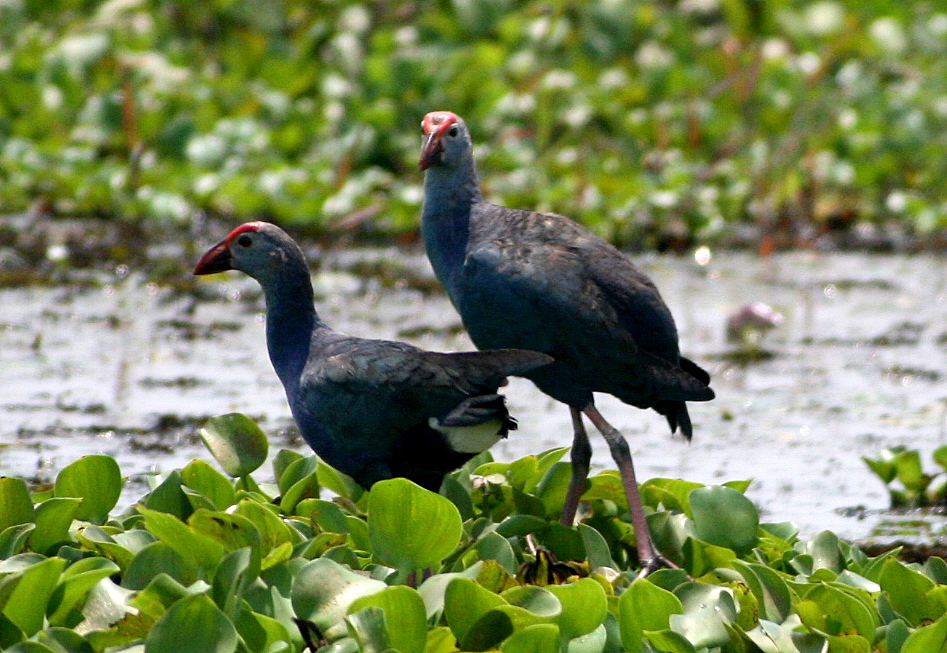
Fåglar vid sjön Vembanad i Kottayam

Kottayam (malayalam: കോട്ടയം) är en stad i delstaten Kerala i södra Indien. Staden är huvudort i distriktet Kottayam och hade cirka 55 000 invånare vid folkräkningen 2011, med förorter cirka 350 000 invånare. Kottayam är centrum för gummiindustrin i området.